# TRANSIT (film)
 (juillet 2025).
Pour les articles homonymes, voir Transit.
Pour plus de détails, voir Fiche technique et Distribution.
TRANSIT est un film d'animation néerlando-britannique réalisé par Piet Kroon en 1998. Ce court-métrage sans dialogues remonte le fil une histoire d'amour passionnée dans les années 1920. 

## Scénario
À travers les vignettes-souvenir collées sur une valise on découvre par flashbacks l'histoire tumultueuse de deux amants : Oscar Bleek, boucher de profession, et Emmy Buckingham Parker, la femme d'un riche magnat du pétrole. Depuis la fin de leur histoire dont la valise est le symbole, jusqu'à leur rencontre, sept séquences nous dévoilent à l'envers le périple mouvementé qu'a traversé ce couple mû par la passion.

## Fiche technique
- Réalisation : Piet Kroon
- Scénario : Piet Kroon
- Production : Iain Harvey
- Coproduction : Cécile Wijne
- Chef décorateur : Gill Bradley
- Musique : Julian Nott
- Pays d'origine : Royaume-Uni, Pays-Bas
- Genre : film d'animation
- Durée : 11 min 53 s
- Format : couleur

## Crédits par séquences
- Amsterdam

Animation : Arjan Wilschut

Backgrounds : Loraine Marshall
- Baden-Baden

Animation : Nicolette van Gendt

Backgrounds : Jon Cramer
- Saint-Tropez

Animation & backgrounds : Valérie Carmona
- Hôtel du Caire

Animation : Andrew Higgins, Nicolette van Gendt

Supervision : Gill Bradley
- Venise

Animation : Keiko Masuda

Backgrounds : Jon Cramer
- L'Orient Express

Animation : Jeroen van Biaaderen

Backgrounds : Gill Bradley
- S.S l'Amérique du Sud (paquebot)

Animation : Michaël Dudok de Wit, An Vrombaut

Backgrounds : Loraine Marshall

## Récompenses
- Meilleur film, World Animation Celebration (USA, 1998)
- Meilleure animation d'entre 5 et 15 min, World Animation Celebration (USA, 1998)
- Meilleur court-métrage d'animation, Toronto Worldwide Short Film Festival (Canada, 1998)
- Meilleur film professionnel, Bradford Animation Festival (Angleterre, 1998)